# Franz Fuchs (poslanec Říšské rady)
Franz Fuchs (8. června 1876 Garsten – 15. nebo 19. září 1914) byl rakouský politik německé národnosti z Horních Rakous, na počátku 20. století poslanec Říšské rady. Padl za první světové války.

## Biografie
Působil jako redaktor v Urfahru. Pocházel z rodiny poštovního úředníka. Vychodil obecnou a měšťanskou školu. Sloužil v armádě. Od mládí se angažoval v křesťansko sociálním hnutí. Od roku 1904 byl redaktorem novin katolického dělnictva. Šlo o noviny Katholische Arbeiterzeitung. V roce 1912 si zřídil v Urfahru hostinec.
Zasedal i jako poslanec Hornorakouského zemského sněmu. Zvolen sem byl v roce 1909 coby kandidát Křesťansko sociální strany za kurii všeobecnou. Poslancem byl do své smrti roku 1914. Na sněmu patřil do národohospodářského a sociálněpolitického výboru.
Působil i jako poslanec Říšské rady (celostátního parlamentu Předlitavska), kam usedl ve volbách do Říšské rady roku 1907, konaných poprvé podle všeobecného a rovného volebního práva. Byl zvolen za obvod Horní Rakousy 13. Mandát obhájil ve volbách do Říšské rady roku 1911. V parlamentu zasedal do své smrti roku 1914. Po volbách roku 1907 byl uváděn coby člen klubu Křesťansko-sociální sjednocení, po volbách roku 1911 zasedal v Křesťansko-sociálním klubu německých poslanců.
Po vypuknutí války byl povolán do 2. regimentu landšturmu. Zemřel v září 1914 na severní frontě, kde rakousko-uherská armáda čelila Rusku. Zavalila ho zemina v polním zákopu. Tisk oznámil úmrtí poslance koncem září 1914. Na přelomu září a října 1914 byl pak pohřben v Zaleszanech v Haliči. Koncem září se za zesnulého konalo rekviem v Linci.